# The Man Who Can't Be Moved
«The Man Who Can't Be Moved» es el segundo sencillo de la banda Irlandesa The Script de su álbum homónimo The Script. La canción fue lanzada el 25 de julio de 2008. La canción ha sido usada para el show de CBS, Ghost Whisperer durante la cuarta temporada. La canción sirvió como su sencillo promocional de radio en Estados Unidos, ganando estar en múltiples estaciones de radio. El 8 de junio de 2009, la canción fue lanzada como el segundo sencillo oficial en Estados Unidos. La canción fue elegida como banda sonora para Victoria's Secret Fashion Show.
El invitado de Hannah Montana, Simon Curtis, hizo una versión de esta canción.

## Vídeo musical
El vídeo fue subido en el canal oficial de YouTube de la banda el 27 de junio. Fue dirigido por Marc Klasfeld. Fue también lanzado en canales musicales en este período. El vídeo es muy similar al de "We Cry" en el sentido que Danny otra vez está caminando en una ciudad urbana y también hay tomas de la banda junta, en un estacionamiento en lugar de un piso en "We Cry". Sin embargo, es diferente porque hay una trama más evidente en este vídeo. Danny está sentado en la calle pacientemente cantando sobre cómo él está esperando a una chica para que venga y se encuentre con él. La multitud comienzan a reunirse alrededor de él y él hace noticias, convirtiéndose en una celebridad. Cerca del final del vídeo hay escenas de tiempo transcurrido de días pasando y presenciamos a Danny en la lluvia y en la nieve, creciendo y sí se mira con cuidado tiene más barba que en el comienzo, pero todavía está esperando en la acera. El vídeo termina con un primer plano de Danny quien todavía espera por la chica que no ha venido a encontrarlo. Sí ella lo hace o no, no lo sabemos.

## Posiciones
El 27 de julio de 2008 la canción entró en UK Singles Chart en el número 30, con el tiempo llegando al número dos, por poco perdiendo el primer puesto ante Katy Perry "I Kissed a Girl". En esa tercera semana en la lista, la canción se movió desde el número 72 al número 19 en Nueva Zelanda. El 3 de noviembre de 2008, "The Man Who Can't Be Moved" debutó en el número 93 en Australia ARIA Singles Chart, pero fracasó, llegando al número 44. Aunque un año y medio después el sencillo ha sido certificado Oro en Australia indicando ventas de 35.000 copias. En Billboard Hot 100, debutó en el número 96, haciendo el segundo sencillo de "The Script" en entrar a la lista después de "Breakeven". El 19 de septiembre de 2010, "The Man Who Can't Be Moved" entró en el número 35 seguido al lanzamiento de su segundo álbum, Science & Faith, que llegó al número 1 en UK Albums Chart.
| Lista (2008)                           | Posición |
| -------------------------------------- | -------- |
| Australia, ARIA Singles Chart          | 44       |
| Austria, Singles Chart                 | 33       |
| Bélgica, Ultratop 50 (Flandes)         | 35       |
| Dinamarca, Singles Chart               | 2        |
| Países Bajos, Dutch Top 40             | 19       |
| España, PROMUSICAE                     | 49       |
| Alemania, Singles Chart                | 28       |
| Irlanda, Singles Chart                 | 2        |
| Japón, Hot 100 Singles                 | 4        |
| New Zealand Singles Chart              | 19       |
| Suecia, Sverigetopplistan              | 28       |
| Suiza, Singles Chart                   | 17       |
| Turquía, Singles Chart                 | 15       |
| UK Singles Chart                       | 1        |
| Lista (2010)                           | Posición |
| UK Singles Chart                       | 35       |
| U.S. Billboard Hot 100                 | 86       |
| U.S. Billboard Pop 100                 | 27       |
| U.S. Billboard Hot Adult Top 40 Tracks | 15       |